# قانون يمني
القانون اليمني قائم على أساس الشريعة الإسلامية

## أبرز مجالات القانون

### قانون المظاهرات
القانون اليمني الصادر عام 2003 بشأن تنظيم المظاهرات والمسيرات يدعو منظمي المظاهرات والمسيرات إلى إخطار السلطات ثلاثة أيام قبل الموعد المزمع للفعالية، إلا في حالة الاحتجاجات والتجمعات الصغيرة التي يعفيها القانون من هذا المطلب الإجرائي. وينبغي على المتظاهرين ألا يزرعوا «الفتنة» أو يشككوا في «وحدة البلاد». وفيما يسمح القانون الدولي لحقوق الإنسان للحكومات بالتحرك ضد الجماعات التي تستخدم العنف أو تروج له، فإنه لا يسمح للحكومات بحظر الجماعات لمجرد أنها من منطقة بعينها أو تروج للحكم الذاتي أو حتى الانفصال.
القانون اليمني الخاص بالمظاهرات يحظر حمل السلاح في الفعاليات العامة. ويطالب قوات الأمن بحماية المشاركين في المظاهرات وتوفير الرعاية الطبية لهم. وعلى قوات الأمن أن تُفرق حشود المتظاهرين في حالة ارتكاب جرائم، أو عندما تكون المظاهرات غير مُعلنة، أو في حالة أعمال الشغب.

### قانون الصحافة والمطبوعات
قانون الصحافة والمطبوعات اليمني لعام 1990 ، الذي حدد صلاحيات وزارة الإعلام اليمنية وينظم حرية الصحافة، يُعتبر على الورق أحد أكثر قوانين الصحافة حرية في الشرق الأوسط. فقد وردت فيه جملة من الحريات للصحفيين، وحقوق المواطنين في حرية الصحافة:
| قانون يمني | حرية المعرفة والفكر;الصحافة والتعبير والاتصال والحصول على المعلومات حق من حقوق المواطنين لضمان الإعراب عن فكرهم... الصحافة المستقلة تمارس رسالتها بحرية... الصحافة حرة فيما تنشره وحرة في استقاء الأنباء والمعلومات من مصادرها... حماية حقوق الصحفيين والمبدعين وتوفير الضمانات القانونية اللازمة لممارسة المهنة وحقهم في التعبير دون تعرضهم لأي مسألة غير قانونية يكفلها القانون، مالم تكن بالمخالفة. | قانون يمني |

إلا أنه رغم التأكيد على أن «الصحافة مستقلة»، فإن الديباجة نفسها تضع عبئاً ثقيلاً على الصحافة: «تمارس رسالتها بحرية في خدمة المجتمع وتكوين الرأي العام والتعبير عن اتجاهها بمختلف وسائل التعبير في إطار العقيدة الإسلامية والأسس الدستورية للمجتمع والدولة وأهداف الثورة اليمنية وتعميق الوحدة».
ويفرض القانون محاذير مبهمة فضفاضة على أنواع الأنباء التي يمكن نشرها. فالسلطات اليمنية استخدمت المادة 103 للرقابة على الصحافة المستقلة. وهي تحظر انتقاد رئيس الدولة وكذلك نشر أية موضوعات «تبث روح الشقاق والتفرقة بين أفراد المجتمع» أو «تؤدي إلى ترويج الأفكار المعادية لأهداف ومبادئ الثورة اليمنية أو المساس بالوحدة الوطنية أو تشويه التراث والحضارة اليمنية والعربية والإسلامية».
عقوبات انتهاك هذه المحظورات، إذا ثبتت في المحكمة، تشمل إغلاق المطبوعات ومنع الصحفيين من مزاولة مهنة الصحافة، وغرامة بحد أقصى 10 آلاف ريال يمني (50 دولاراً) والسجن لمدة عام، رغم أن صحفيين قد حُكم عليهم بفترات أطول من السجن جراء مقالات حساسة. كما يحق لوزارة الإعلام مصادرة أية مطبوعة أو صحيفة «إذا تم الطبع أو الإصدار والتداول خلافاً» لقانون الصحافة والمطبوعات، لكن «يُعرض الأمر على القضاء للنظر في مصادرة الأشياء المحجوزة عليها»، ولأصحاب الشأن في الصحيفة الحق في «اللجوء إلى القضاء للطعن بقرار الحجز والمطالبة بتعويض».

### الضرائب
تفرض الضرائب في اليمن على الدخل الفردي وللشركات. القانون المطبق حالياً بدأ في عام 2001. والجهة التي تجمع الضرائب في اليمن هي مصلحة الضرائب اليمنية.